# Fatih Turan
Fatih Nurullah Turan (* 5. April 1993 in Genk) ist ein belgisch-türkischer Fußballspieler.

## Karriere

### Verein
Turan kam als Sohn für türkischstämmigen Eltern im belgischen Genk auf die Welt. Hier begann er mit dem Vereinsfußball in den Jugendabteilungen diverser Mannschaften, u. a. bei Sporting Genk Zuid. 2010 wechselte er mit einem Profivertrag ausgestattet zum niederländischen Eerste-Divisie-Verein Fortuna Sittard. Sein Profidebüt für Sittard gab er am 18. März 2011 während der Begegnung gegen den FC Emmen.
Im Sommer 2015 wechselte Turan zum türkischen Zweitligisten Boluspor. Im Januar 2018 spielte er eine halbe Saison für den Drittligisten Van Büyükşehir Belediyespor und anschließend für Karacabey Belediyespor.

### Nationalmannschaft
Turan wurde 2013 nahezu zeitgleich für die türkische U-20 und die türkische U-21-Nationalmannschaft nominiert gab für beide Mannschaften seine Debüts.
Im Rahmen der U-20-Fußball-Weltmeisterschaft 2013 wurde er in das Turnieraufgebot der türkische U-20-Nationalmannschaft berufen.

## Erfolge
Mit der türkischen U-20-Nationalmannschaft
- Achtelfinalist der U-20-Fußball-Weltmeisterschaft: 2013